# The Seventh Song
„The Seventh Song“ е албум на американския китарист Стив Вай, издаден през 2000 г. Това е първата компилация, която той издава. За разлика обаче от повечето стандартни компилации – всички песни от албума са под номер седем в студийните албуми на Вай. Във всичките му албуми седмото парче е най-емоционалното. „Christmas Time is Here“ не е издавана в албум на Вай, но е включена под номер 7 в коледната компилация от 1996 г. „Merry Axemas“.
Нови песни в албума са „Melissa's Garden“ (която е на седмо място), „The Wall of Light“ и „Boston Rain Melody“. Парчето „Boston Rain Melody“ продължава в невписания инструментал „Warm Regards“, който е последна част на „Fire Garden“ (1996).